# Paul Robeson
Paul LeRoy Bustill Robeson (Princeton, Mercer megye (New Jersey), 1898. április 9. – Philadelphia (Pennsylvania), 1976. január 23.) afroamerikai színész, bassz-bariton énekes, poliglott, ügyvéd és polgári jogi aktivista.

## Élete

### Korai évek és sikerek
Robeson a New Jersey állambeli Princetonban született egy tanárnő és egy protestáns lelkésszé lett rabszolga gyermekeként. Nehéz gyermekkora ellenére (anyja hat éves korában meghalt) hihetetlenül sokféle tehetségről tett tanúbizonyságot (sport, humán és művészi), kiváló eredményeket ért el a Rutgers Egyetemen, ahol ösztöndíjat nyert, valamint kiváló volt atlétikában és amerikai futballban. Miközben a Columbia Egyetemen jogtudományi tanulmányait folytatta (ahol később végzett is), színjátszani kezdett, és hivatásos színészként debütált a Symon the Cyrenian című filmben. A jogi diploma megszerzése után szinte azonnal elhagyta a jogi környezetet, hogy énekesi karrierjének szentelje magát, köszönhetően különösen mély és zengő basszus–bariton hangjának.
Az 1920-as években feleségül vette Eslanda "Essie" Cardoso Goode-ot, a New York-i Presbyterian Hospital kutatóbiológusát. 1925-ben, miután már számos színdarabban sikeresen szerepelt, debütált filmen a Testről és lélekről című némafilmmel, és ugyanebben az évben lemondott a Lulu Belle című filmben való szereplésről, amelyben olyan karaktert kellett volna alakítania, aki az afroamerikai emberekről szóló kliséket követte, amiket különösen sértőnek talált, ezért elutasította a részvételt. Továbbra is fellépett a színpadon olyan musicalekben, mint George Gershwin Porgy és Bess és Jerome Kern Show Boat című darabja.
Mind az amerikai, mind az angol piacon nagy sikereket aratott, ezért a harmincas években egy ideig Angliában élt, s folyamatosan teltházas koncerteken lépett fel, és impozáns alakjával számos brit gyártású filmben szerepelt, mint például a Bozambo (1935) ), és Salamon király bányái (1937). Származási kontinensének, Afrikának a történetét és hagyományait kezdte tanulmányozni, és néhány év alatt körülbelül húsz nyelven beszélt, amelyek közül tízet folyékonyan.
Hollywoodban részt vett a Magnólia dala című filmben, amelyben az Ol 'Man River című dal legendás interpretációját készítette el, valamint olyan filmekben szerepelt, mint a The Proud Valley (1940) és a Destino (1942), Julien Duvivier-től, ami az utolsó fellépése volt szélesvásznon. Az 1940-es években Othello szerepét játszotta a Broadway-n, majd egy későbbi színházi turnén.

### A hidegháború éveiben

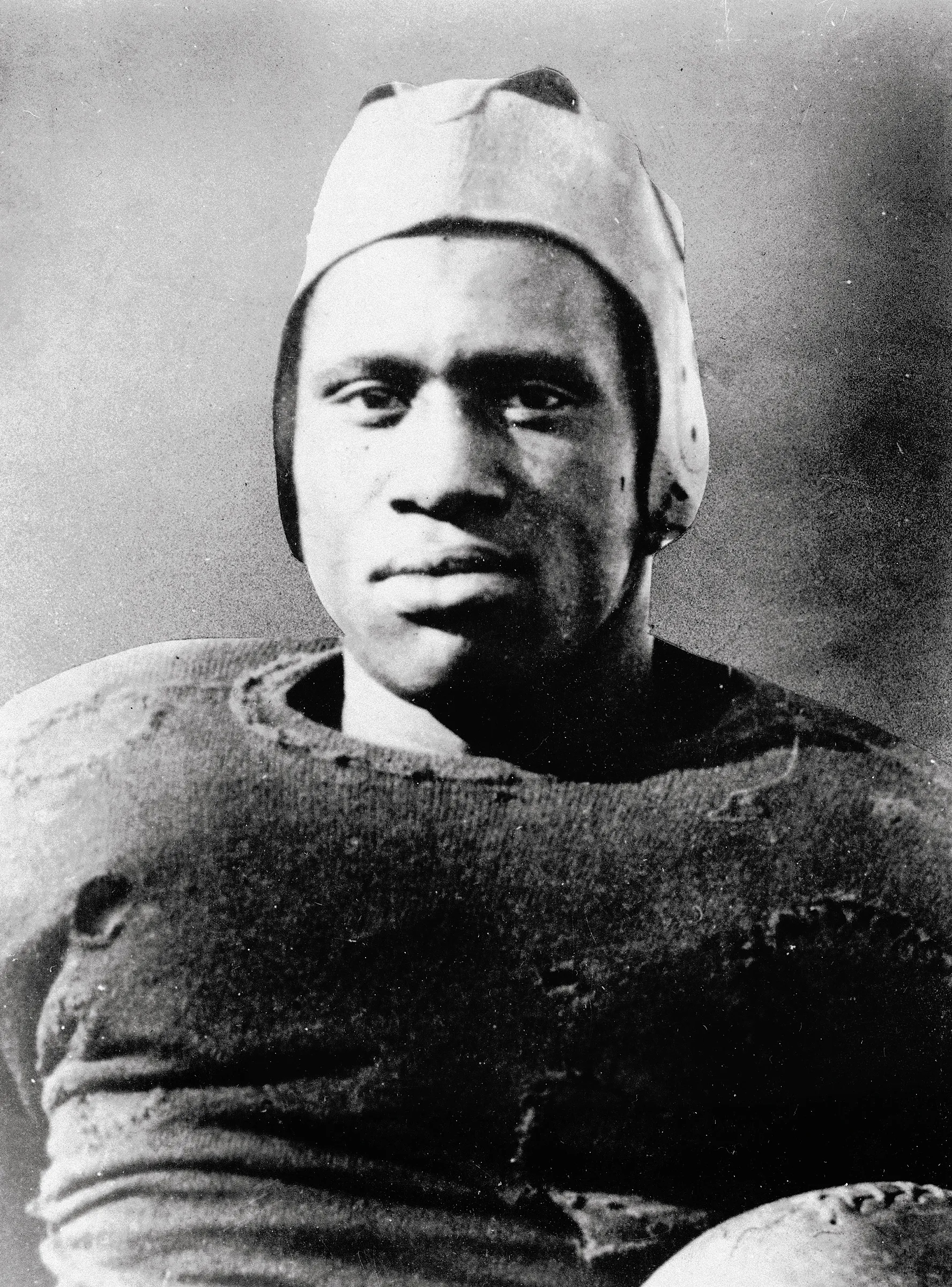
Amerikai futballjátékosként, 1919 körül

A hidegháború idején a rasszizmussal szembeni heves ellenállása és a feketék jogaiért folytatott harca iránti elkötelezettsége kivívta az Egyesült Államok kormányának ellenséges hozzáállását. Baloldali politikai nézetei és a Szovjetunióban tartott koncerteken létrejött számos barátsága arra késztette az amerikai hatóságokat, hogy 1950-ben bevonják az útlevelét, így nem tudta átvenni a Szovjetunió által 1952-ben neki ítélt Sztálin-díjat, csak hat évvel később, 1958-ban kapta meg. A nagyszerű filmrendező, Szergej Mihajlovics Eisenstein szerette volna, ha a Fekete Napóleon című film főszereplője lett volna, amely projekt soha nem valósult meg. Robeson botrányt kavart, mert nem volt hajlandó segíteni a Szovjetunióban bebörtönzött amerikaiaknak, és nem akarta beismerni a Gulag valóságát. 
Miután visszakapták útlevelüket, Robeson és felesége utaztak szerte a világban. A turné 1963-ban folytatódott, amikor a pár visszatért az Egyesült Államokba, de 1966-ban Eslanda daganatos -betegségben meghalt. Robeson számára a pszichofizikai gyengülés időszaka kezdődött, ami miatt ideje nagy részét kórházban töltötte, és utolsó éveit teljes elszigeteltségben és szegénységben a Harlemben töltötte. Eközben a világ minden tájáról barátok, hétköznapi emberek, politikusok, művészek írtak neki bátorító leveleket, és 1968-ban, 70. születésnapja alkalmából rendeztek neki egy partit Londonban, amelyen számos híres színész és művész vett részt.
1976-ban két szívinfarktus után agyi érkatasztrófa következtében, csaknem 78 évesen hunyt el.

## Filmográfia

Othellóként Betsy Graves Reyneau festményén, az USA Országos Levél- és Irattára gyűjteményében

- Testről és lélekről, Oscar Micheaux (1925)
- Camille, Ralph Barton (nem hitelesített) (1926)
- Borderline, Kenneth MacPherson (1930)
- Jones császár, Dudley Murphy (1933)
- Bozambo (Sanders of the River), Korda Zoltán (1935)
- The Magnolia Song (Show Boat), James Whale (1936)
- Song of Freedom, J. Elder Wills (1936)
- Big Fella, J. Elder Wills (1937)
- Salamon király bányái, Robert Stevenson (1937)
- Jericho, szerző: Thornton Freeland (1937)
- The Proud Valley, Pen Tennyson (1940)
- Szülőföld, Leo Hurwitz és Paul Strand (1942)
- Destino (Tales of Manhattan), Julien Duvivier (1942)
- Il canto dei fiumi (A folyók dala), rendezte: Joris Ivens (1954) - dokumentumfilm

## Kitüntetései
- Sztálin-díj, Moszkva, 1952

## Fordítás
- Ez a szócikk részben vagy egészben  a   Paul Robeson című olasz Wikipédia-szócikk ezen változatának fordításán alapul.  Az eredeti cikk szerkesztőit annak laptörténete sorolja fel. Ez a jelzés csupán a megfogalmazás eredetét és a szerzői jogokat jelzi, nem szolgál a cikkben szereplő információk forrásmegjelöléseként.